# Sanzoles
Sanzoles es un municipio y localidad de España, en la provincia de Zamora, comunidad autónoma de Castilla y León. 

## Toponimia y gentilicio
Su nombre viene de San Zoilo, santo mártir cordobés que pereció en los albores del siglo IV bajo la persecución de Diocleciano y que fue venerado a partir del siglo VII en el arrabal de los bordadores de la ciudad califal. Se tratará pues de un santo que gozaría de gran devoción entre los mozárabes huidos de al-Ándalus hacia tierras del Reino de León. Ello entronca con los abundantes nombres de lugar que en estas comarcas proceden del poblamiento mozárabe. Por esta localidad pasaba también la Ruta de la Plata romana, atravesando la Dehesa de Valdemimbre situada al suroeste del término. También hay referencias artísticas que se relacionan con el Camino de Santiago, como veneras talladas en las fachadas.
El gentilicio de esta localidad es sanzolano o sanzoleño.

## Geografía
Limita al norte con Madridanos, al sur con El Piñero, al este con Toro y Venialbo, y al oeste con Moraleja del Vino y Gema.
El municipio cuenta con otro núcleo de población, Valdemimbre (o Dehesa de Valdemimbre) situado a tres kilómetros al noroeste.

## Historia
Durante la Edad Media la localidad de Sanzoles quedó integrada en el Reino de León, siendo repoblada por sus monarcas con mozárabes procedentes de Córdoba.
Posteriormente, en la Edad Moderna, Sanzoles formó parte del Partido del Vino de la provincia de Zamora, tal y como reflejaba en 1773 Tomás López en Mapa de la Provincia de Zamora.
Así, al reestructurarse las provincias y crearse las actuales en 1833, el municipio de Sanzoles se mantuvo en la provincia zamorana, dentro de la Región Leonesa, integrándose en 1834 en el Partido Judicial de Toro.

## Geografía humana

### Demografía
Cuenta con una población de 466 habitantes (INE 2024).
| Gráfica de evolución demográfica de Sanzoles entre 1842 y 2021                                                        |
| |
| Población de derecho según los censos de población del INE. Población de hecho según los censos de población del INE. |

### Transportes
Atraviesa el municipio la carretera provincial ZA-610 que lo une en dirección sureste con Venialbo y La Bóveda de Toro y en dirección noroeste con Moraleja del Vino y con Zamora, la capital de la provincia, situada a unos 19 km. Esta carretera permite enlazar además en el entorno de la capital con la carretera nacional N-630 que une Gijón con Sevilla así como a la autovía Ruta de la Plata, de igual recorrido que la anterior y que constituye el principal eje de transportes del oeste del país. 
En cuanto al transporte público se refiere, tras el cierre del Ferrocarril Ruta de la Plata, que pasaba por el cercano municipio de Morales del Vino y tenía parada en el mismo, no existen servicios de tren en el municipio ni en los vecinos, ni tampoco línea regular con servicio de autobús, siendo las estaciones más cercanas las de Zamora capital. Por otro lado el aeropuerto de Salamanca es el más cercano, estando a unos 75 km de distancia.

## Patrimonio
El pueblo se considera muy antiguo y en su término municipal se han hallado restos arqueológicos de diferentes épocas.
El pueblo se caracteriza por tener el casco urbano con la arquitectura más típica de la comarca.
Monumentalmente destaca la iglesia parroquial de San Zoilo, toda ella en piedra arenisca de la localidad, en estilo neoclásico austero, fechada en la puerta norte en 1830 en la clave y que conserva un antiguo retablo barroco. También el Ayuntamiento es al exterior todo de sillería. Cuenta con abundantes ejemplos de casas tradicionales en piedra, con dinteles tallados y ricas rejas castellanas bien conservadas. Conserva varios barrios de bodegas tradicionales bien excavadas en roca madre, lagares y ejemplos de épocas pasadas que demuestran su riqueza vinícola. Muestras singulares de arquitectura popular aún en pie.

## Festejos

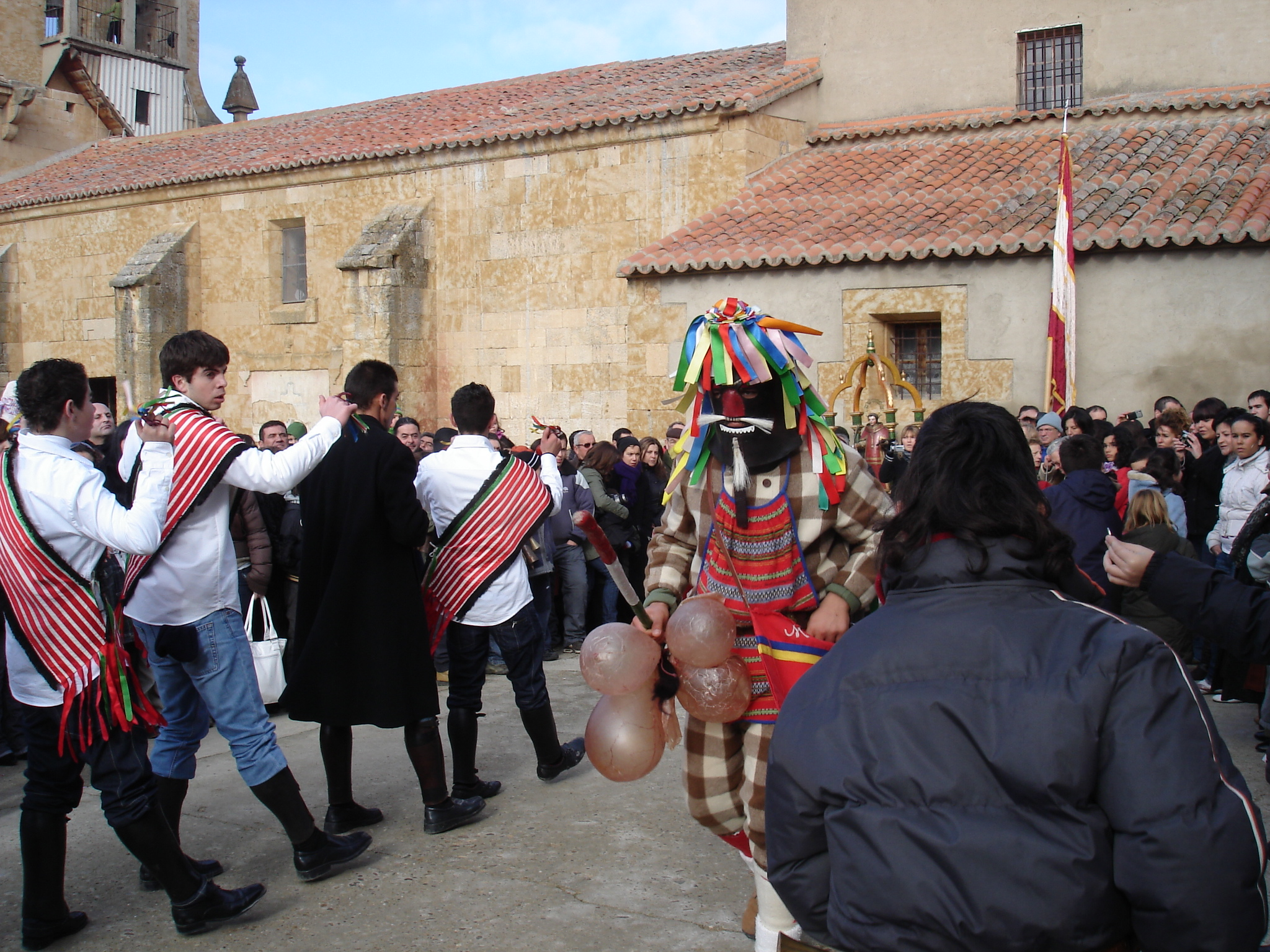
Zangarrón

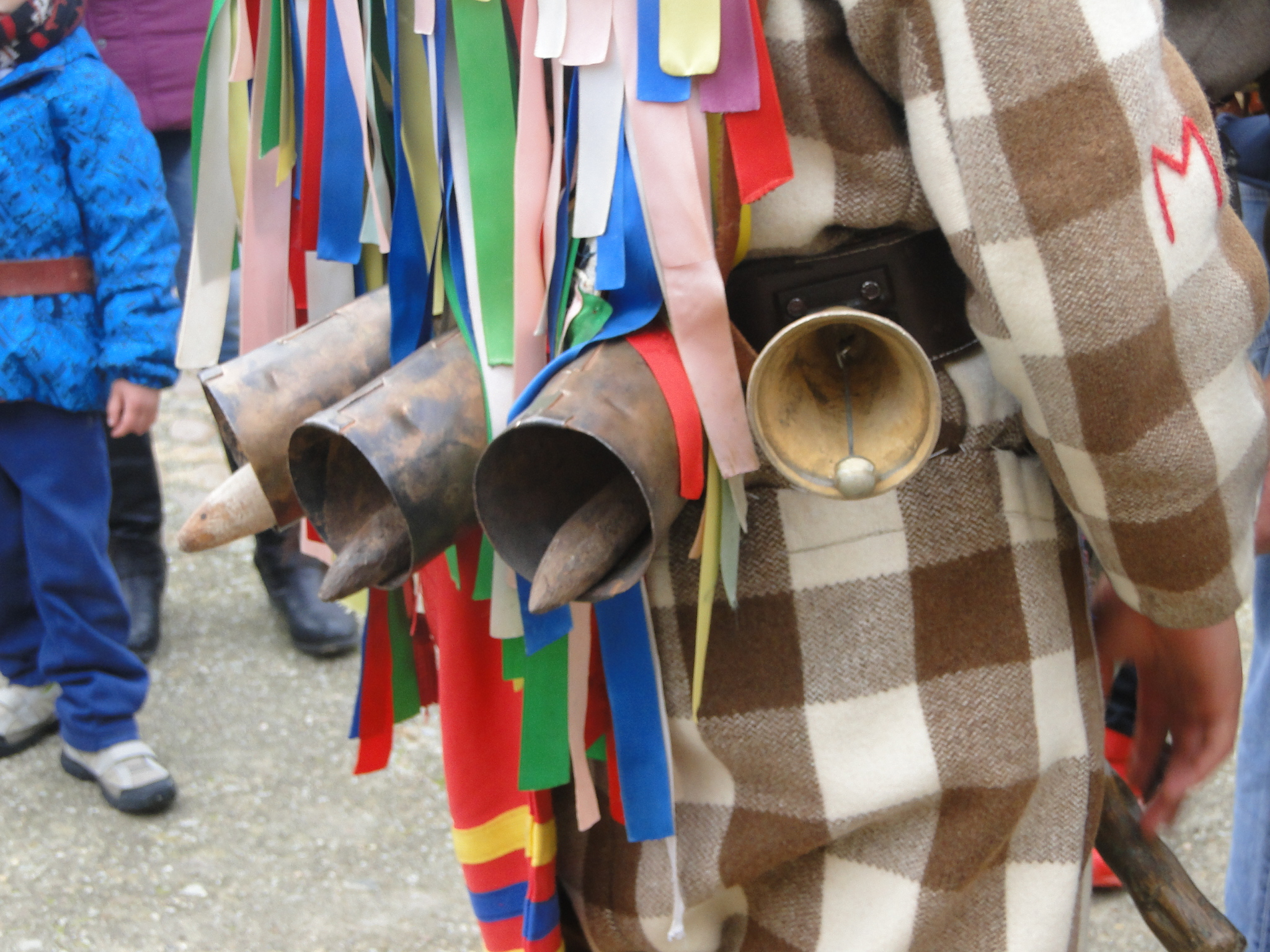
Cencerros

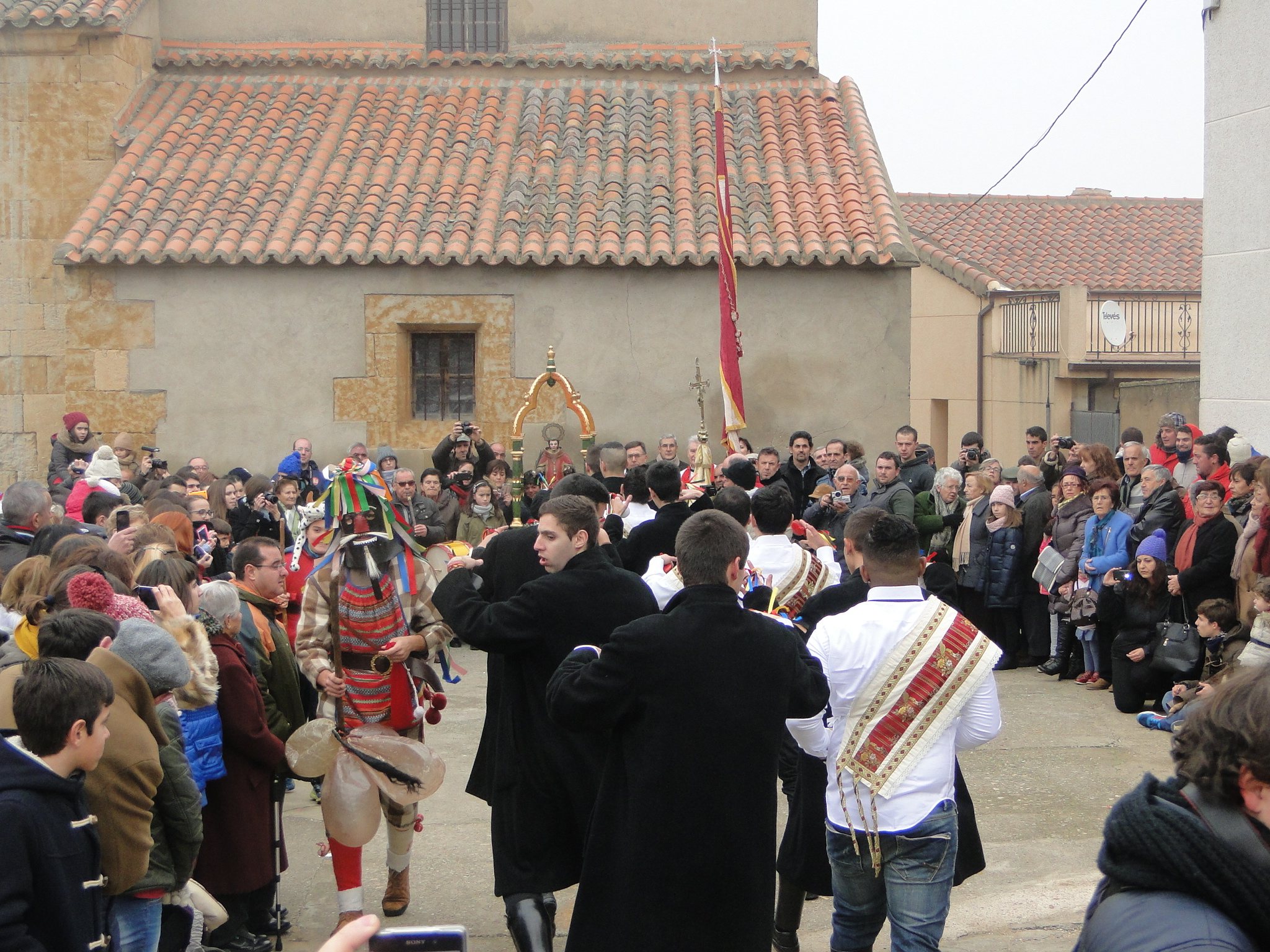
Baile del Niño

Una de las principales causas de la fama del pueblo viene de El Zangarrón, fiesta declarada de interés turístico regional que este pueblo celebra cada 26 de diciembre (día de San Esteban), fecha que la convierte además en una de las primeras mascaradas de invierno en la provincia de Zamora
El Zangarrón es un estrafalario personaje que sale a las calles junto a los quintos de la localidad y que pide el aguinaldo a los vecinos. El disfraz consta de un traje de cuadros marrones y blancos, un mandil de colores vivos, una máscara negra con nariz roja y una peluca realizada con cintas de colores. Además, El Zangarrón porta un palo con tres vejigas que representan la fertilidad, una bolsa para guardar el aguinaldo y un cinturón del que cuelgan cencerros que anuncian su llegada.
La representación se inicia a primera hora de la mañana, cuando los quintos van a buscar a su casa a El Zangarron, para luego recorrer las calles del pueblo pidiendo el aguinaldo y escenificar el denominado baile del niño. Tras la misa en honor de San Esteban, se celebra una procesión con el santo por las calles del pueblo a la que precede El Zangarrón.
El origen de esta festividad, según la tradición, se remonta a una peste que hubo hace siglos en Sanzoles y que motivó que el párroco de la localidad sacara en procesión a San Esteban para que aplacara las consecuencias de la peste. Sin embargo, los vecinos, molestos con San Esteban porque la peste no cesaba, intentaron apedrear al santo, aunque entonces apareció un vecino disfrazado de El Zangarrón que atrajo la atención del resto de la población y evitó que apedrearan la imagen. Desde entonces, el 26 de diciembre se celebra esta mascarada que se caracteriza además por la denominada "comida del mutis", en la que los quintos deben comer juntos en silencio para evitar ser amonestados.